# Myliaceae
Myliaceae, porodica jetrenjarki smještena u vlastiti podred Myliineae, dio reda Jungermanniales. Porodica je opisana 1975. a podred 2015. Godine 2018. uključen je u nju novi monotipični rod Sinomylia

## Rodovi
1. Mylia Gray
2. Sinomylia P.C. Wu, Y. Jia & M.Z. Wang